# セントジョンズ国際空港
セントジョンズ国際空港（英: St. John's International Airport）は、カナダ・ニューファンドランド・ラブラドール州・セントジョンズにある国際空港である。市街中心部から5.6km北西に位置する。

## 概要
この空港は国際空港で、カナダ交通省が所有し、セントジョンズ国際空港公社（St. John's International Airport Authority Inc.）が運営している。航空管制はNav Canada（カナダ民間航空管制）が担当している。

## 歴史
1939年にカナダ議会でおいて、ニューファンドランド島（当時まだカナダに含まれていなかった）がドイツ軍の攻撃を受ける危機における安全保障について議題に上った。カナダ、イギリス、ニューファンドランド植民地の三者で1940年に討議が行なわれ、航空防衛の必要性に合意、セントジョンズ近郊に空軍基地を建設することに合意した。1941年12月に王立カナダ空軍（RCAF、現カナダ空軍の前身）公式に空軍基地の運用を開始した。1946年12月まではイギリス空軍、アメリカ陸軍航空隊と共同で使用された。
1946年1月からカナダ交通省の管轄下、民間使用が開始された。1953年にはカナダ国防省の管轄に戻されたが、ターミナルビルの管轄はカナダ交通省に残り、1964年には空港全体がカナダ交通省の管轄に戻された。1981年にはターミナルビルにが拡張され、2002年に建築家ジョン・ハーンによる設計を含む、大規模な拡張・改修が行われた。カナダに5ヶ所あるスペースシャトルの非常着陸空港にも選定されていた。

## 主な就航航空会社と路線
- エア・カナダ（ハリファックス、モントリオール、オタワ、トロント）
  -  エア・カナダ・エクスプレス（ディア・レイク、ガンダー、グースベイ、ハリファックス）
- ウエストジェット航空（ハリファックス、トロント）
- ポーター航空（ハリファックス、オタワ）、トロント・シティー）
- PAL航空（英語版）（ブラン・サブロン、ディア・レイク、グースベイ、セント・アンソニー、スティーヴンヴィル、ワバシュ、チャーチルフォールズ）
- エール・サン＝ピエール（サン＝ピエール）
- ユナイテッド・エクスプレス（ニューアーク）

※季節運航、チャーター便は除く。

### ヘリコプター路線
- クーガー・ヘリコプター（英語版）（ハイバーニア石油プラットフォーム、テラ・ノヴァFPSO、シーローズFPSO）